# Carlo Schmid
Carlo Schmid (nacido Karl Johann Martin Heinrich Schmid, Perpiñán, 3 de diciembre de 1896 - Bad Honnef, 11 de diciembre de 1979) fue un político, abogado y escritor alemán.

## Biografía
Carlo Schmid nació en Perpiñán, en el sur de Francia, donde su padre trabajaba como profesor en la Universidad de Toulouse. La madre de Schmid era francesa y por tanto creció bilingüe. La familia de Carlo Schmid se mudó a Stuttgart, donde realizó sus estudios.
Schmid comenzó su carrera como abogado y desde 1929 fue profesor en la Universidad de Tübingen. Después de la Segunda Guerra Mundial, se convirtió en el primer gobernador de Württemberg-Hohenzollern y más tarde se desempeñó como ministro de justicia de este Estado federado. Fue uno de los "padres" de la Ley Fundamental para la República Federal de Alemania, tomando parte en su redacción. También fue uno de los principales autores del Programa de Godesberg para el SPD.
En 1949 fue elegido diputado del Bundestag, presidiendo el Comité de Asuntos Exteriores hasta 1953. Sirvió como diputado del Bundestag entre 1949-1966 y 1969-1972.
En 1959, Schmid fue el candidato del SPD en la elección presidencial, pero perdió ante el candidato de la CDU/CSU, Heinrich Lübke, en la segunda vuelta.
Schmid se desempeñó como Ministro  Federal para Asuntos del Consejo Federal y los Estados bajo la cancillería de Kurt Georg Kiesinger de 1966 a 1969. Desde entonces, Schmid estuvo involucrado hasta su muerte en 1979 en la coordinación de las relaciones entre Alemania y Francia. 